# Хушенга (станція)
Хушенга (рос. Хушенга) — станція Читинського регіону Забайкальської залізниці Росії, розташована на дільниці Заудинський — Каримська між станціями Гиршелун (відстань — 20 км) і Харагун (22 км). Відстань до ст. Заудинський — 322 км, до ст. Каримська — 323 км.